# بهسازی زمین‌لغزش

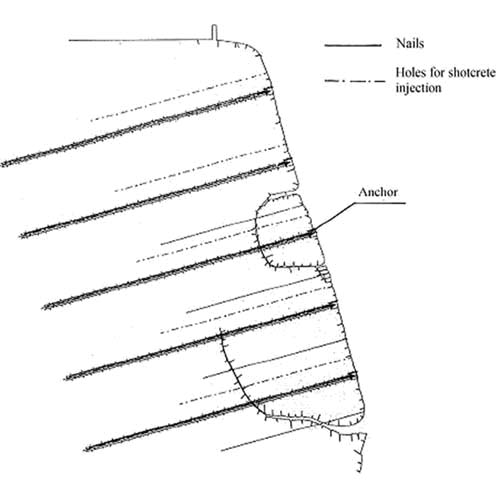
قرار دادن لنگرها و میخ‌ها در دامنه تپه سنگی ناپایدار

بهسازی زمین‌لغزش (به انگلیسی: Landslide mitigation) به چندین فعالیت دست‌ساز در دامنه‌ها با هدف کاهش اثر زمین‌لغزش گفته می‌شود. زمین‌لغزش می‌تواند به دلایل گوناگون و گاهی همزمان ایجاد شود. علاوه بر فرسایش کم‌عمق یا کاهش مقاومت برشی ناشی از بارندگی‌های فصلی، زمین‌لغزش‌ها ممکن است در اثر فعالیت‌های انسانی، مانند افزودن جرم بیش از اندازه در بالای شیب، حفاری در شیب میانی یا در پای شیب ایجاد شود. اغلب، پدیده‌های فردی به هم می‌پیوندند تا در طول زمان ناپایداری ایجاد کنند، که در بیشتر موارد اجازه بازسازی تکامل یک زمین‌لغزش خاص را نمی‌دهد؛ بنابراین، اقدامات کاهش خطر زمین‌لغزش به‌طور کلی بر اساس پدیده‌ای که ممکن است باعث ایجاد زمین‌لغزش شود طبقه‌بندی نمی‌شوند. به جای آن، آنها بر اساس نوع روش پایداری شیب مورد استفاده طبقه‌بندی می‌شوند:
- روش‌های هندسی که در آن هندسه دامنه تپه تغییر می‌کند (به‌طور کلی شیب).
- روش‌های آب‌زمین‌شناسی که در آن تلاش می‌شود تا سطح آب زیرزمینی را پایین بیاورد یا محتوای آب مواد را کاهش دهد.
- روش‌های شیمیایی و مکانیکی، که در آن تلاش می‌شود مقاومت برشی توده ناپایدار را افزایش دهد یا نیروهای خارجی فعال (مانند لنگر، سنگ یا میخ‌کوبی زمین) یا غیرفعال (مانند چاه‌های سازه‌ای، شمع‌ها یا زمین تقویت‌شده) را برای مقابله با نیروهای ناپایدار وارد کند.

هر یک از این روش‌ها تا اندازه‌ای با نوع مواد تشکیل‌دهنده شیب متفاوت است.